# アーミー・エンジェル
『アーミー・エンジェル』（原題: Serving in Silence: The Margarethe Cammermeyer Story）は、 1995年に製作されたアメリカ合衆国のテレビ映画。日本では劇場未公開。
作品自体高い評価を受けてプライムタイム・エミー賞 作品賞 (テレビ映画部門)にノミネートされた。

## キャスト
- マーガレット・グレタ・カマメーメイヤー：グレン・クローズ
- ダイアン：ジュディ・デイヴィス
- ヤン・ルーベス
- メアリー：ウェンディ・マッケナ
- スーザン・バーンズ
- ウィリアム・コンヴァース＝ロバーツ
- コリーン・フリン
- ウィリアム・アレン・ヤング
- ケヴィン・マクナルティ
- ジム：ヴィク・ポリゾス
- リネット：モリー・パーカー
- ウィルソン：ロレーナ・ゲイル
- アンディ：ライアン・レイノルズ
- レズリー・ユエン（クレジットなし）